# Imagina di Isenburg-Limburg
Imagina di Isenburg-Limburg (Limburg an der Lahn (?), 1255 circa – Wiesbaden, 29 settembre 1313) fu Regina consorte di Adolfo di Nassau, Re dei Romani.

## La vita
Imagina di Isenburg-Limburg nacque attorno al 1255, forse a Limburgo sulla Lahn, da Gerlach I di Isenburg-Limburg (morto 1289) e Imagina di Blieskastel. La casata di Isenburg-Lisenburg apparteneva a un ramo collaterale di quella che governava la regione di Isenburg e detenevano il potere attorno alla zona di Limburgo sulla Lahn.
Nel 1270 Imagina sposò Adolfo di Nassau del casato di Nassau le cui residenze erano due castelli uno a Idstein e l'altro a Wiesbaden-Sonnenberg. Nel 1292 Adolfo venne eletto re dei Romani ed ella andò a risiedere per lo più al castello di Achalm , Adolfo non venne mai formalmente incoronato quindi Imagina non fu, di conseguenza, mai formalmente imperatrice. Adolfo venne ucciso alla battaglia di Göllheim ed Imagina eresse una croce commemorativa sul campo di battaglia e nel 1309 ne fece portare i resti al duomo di Spira.
Imagina morì il 29 settembre 1313 senza mai più risposarsi, quale residenza scelse inizialmente un castello presso Weilburg per poi trasferirsi all'abbazia di Klarental dove una delle figlie era badessa. Fu lì che Imagina morì e vi venne sepolta.
Con Adolfo Imagina ebbe:
- Enrico di Nassau-Wiesbaden (morto giovane);
- Ruprecht di Nassau-Wiesbaden († 2 dicembre 1304);
- Gerlach I di Nassau-Wiesbaden;
- Adolfo di Nassau-Wiesbaden (1292-1294);
- Walram III di Nassau-Wiesbaden (1294-15 maggio 1324);
- Adelaide di Nassau-Wiesbaden, badessa († 26 maggio 1338);
- Imagina di Nassau-Wiesbaden (morta giovane);
- Matilde di Nassau, moglie di Rodolfo I di Baviera.